# Sólo déjate amar
«Sólo déjate amar» es una canción del cantante y compositor mexicano Kalimba la cual fue incluida en su segundo álbum de estudio como solista NegroKlaro (2007). Fue lanzada por la discográfica Sony BMG Norte como el segundo y último sencillo del álbum el 23 de julio del 2006. Esta canción fue dedica a Aislinn Derbez justo en ese entonces cuando eran pareja.

## Vídeo musical
Salió a la luz en YouTube en junio del 2013 ya reeditado esto ya que anteriormente tiempo atrás se había lanzado pero después se borró por razones desconocidas.

### Trama
Se muestra al cantante con otra chica (que es Aislinn Derbez) justo en el día de su boda pero con otro hombre y no con Kalimba. Al final esta a punto de casarse con él y llora.

## Lista de canciones

### Descarga digital
- "Sólo déjate amar": 3:41

## Historial de lanzamiento
| Región | Fecha               | Formato                     | Discográfica   | Ref.  |
| ------ | ------------------- | --------------------------- | -------------- | ----- |
| México | 23 de julio de 2006 | Descarga digital, Streaming | Sony BMG Norte | [ 5 ] |